# Herzog von Feria

Wappen des Herzogs von Feria

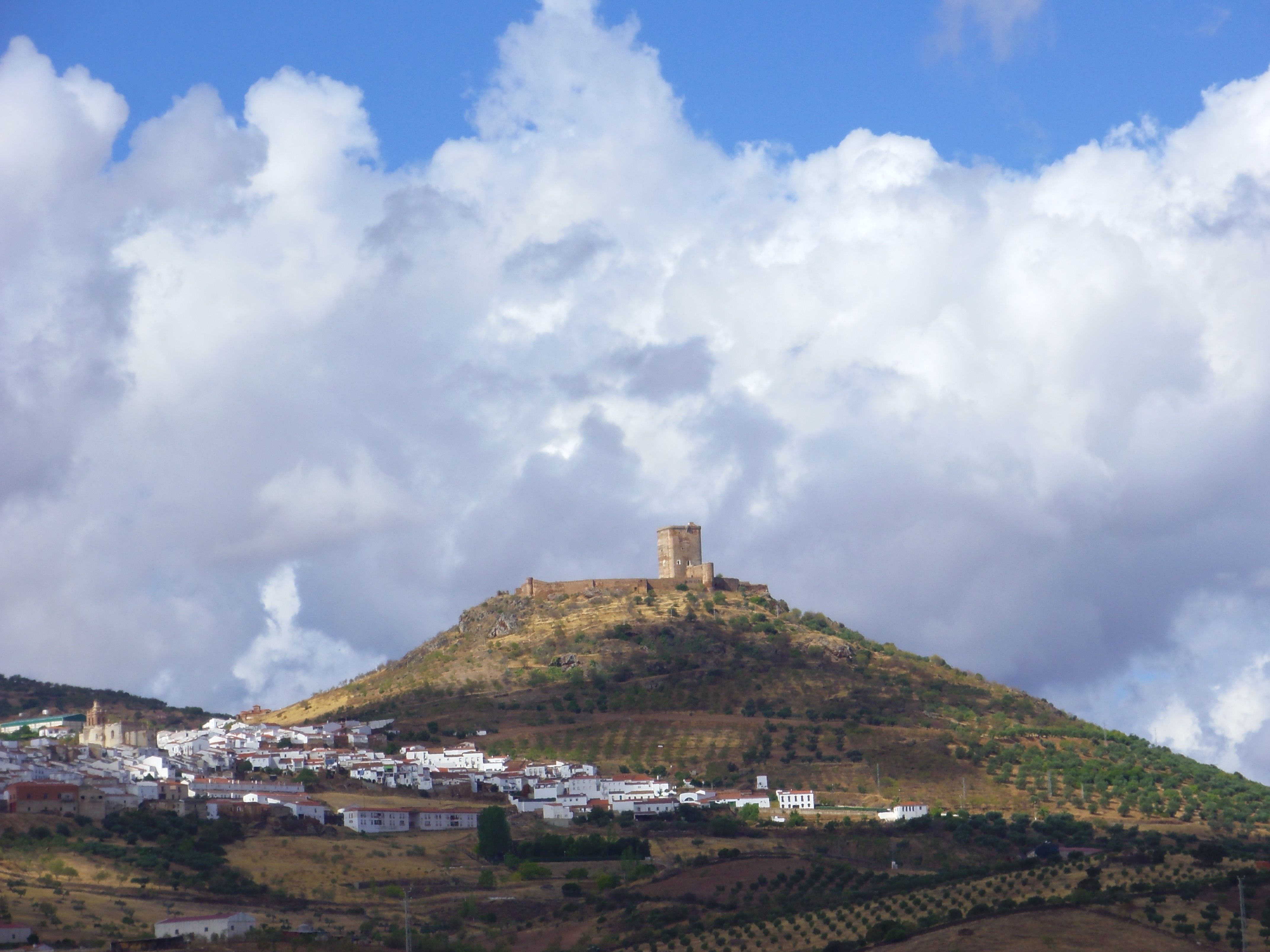
Feria

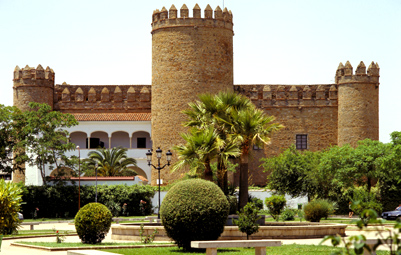
Palast der Herzöge von Feria in Zafra

Der Titel Graf von Feria wurde im Jahr 1460 an Lorenzo II. Suárez de Figueroa, Señor de Feria, verliehen; der 5. Graf wurde 1567 zum Herzog von Feria ernannt, ansässig in Zafra, Provinz Badajoz (Spanien). Der Titel wurde später mit dem des Herzogs von Medinaceli vereint. Die 18. Herzogin von Medinaceli trat den Titel Herzog von Feria 1969 an ihren Sohn ab, dessen Sohn hier im Jahr 2002 die Nachfolge antrat.

## Herren von Feria
1. Gomes I. Suárez de Figueroa (1382–1429), 1. Señor de Feria (1394–1429); ⚭ Elvira Laso de la Vega, Tochter von Diego Hurtado de Mendoza,
2. Lorenzo II. Suárez de Figueroa (1408–1461), dessen Sohn, 2. Señor (1429–1460) y 1. Conde de Feria (1460–1461); ⚭ María Manuel, señora de Montealagre y Meneses, Erbtochter von de Pedro Manuel.

## Grafen von Feria
1. Lorenzo II. Suárez de Figueroa (1408–1461), 2. Señor (1429–1460), 1. Conde de Feria (1460–1461).
2. Gomes II. Suárez de Figueroa († 1506), dessen Sohn, 2. Conde de Feria (1461–1506); ⚭ I Constanza Osorio, Tochter von Pedro Álvarez Osorio, 1. Duque de Aguilar; ⚭ II María de Toledo, Tochter von García Álvarez de Toledo, 2. Conde und 1. Duque de Alba de Tormes,
3. Lorenzo III. Suárez de Figueroa (1505–1528), dessen Sohn, 3. Conde de Feria (1506–1528); ⚭ Catalina Fernández de Córdoba y Aguilar, 2. Marquesa de Priego, Tochter von Pedro Fernández de Córdoba, 7. Señor und 1. Marqués de Priego
4. Pedro I. Fernández de Córdoba y Figueroa (1518–1552), dessen Sohn, 4. Conde de Feria (1528–1552); ⚭ Ana de la Cruz Ponce de León, Tochter von Rodrigo Ponce de León, 4. Conde y 1. Duque de Arcos,
5. Gomes III. Suárez de Figueroa y Córdoba (1523–1571), dessen Bruder, 5. Conde de Feria (1552–1567), 1. Duque de Feria (1567–1571); ⚭ Jane Dormer, Tochter von Sir William Dormer,

## Herzöge von Feria
1. Gomes Suárez de Figueroa y Córdoba (1523–1571), 5. Conde de Feria (1552–1567), 1. Duque de Feria (1567–1571).
2. Lorenzo Suárez de Figueroa y Córdoba (1559–1607), dessen Sohn, 2. Duque de Feria (1571–1606), 1. Marqués de Villalba (1567–1607); ⚭ I Isabel de Cárdenas, Tochter von Bernardino de Cárdenas y Velasco, 2. Marqués de Elche; ⚭ II Isabel de Mendoza, Tochter von Íñigo López de Mendoza, 5. Duque del Infantado, 1602–1606 Vizekönig von Sizilien
3. Gomes Suárez de Figueroa y Córdoba (1587–1634), dessen Sohn aus zweiter Ehe, 3. Duque de Feria (1607–1634), 2. Marqués de Villalba (1604–1634), 1618–1625 und 1631–1633 Gouverneur des Herzogtums Mailand; ⚭ I Francisca de Córdoba, Tochter von Antonio Fernández de Córdoba Cardona y Recqueséns, 4. Duque de Soma, 5. Duque de Sessa, 5. Duque de Terranova, 5. Duque de Santángelo, 3. Duque de Baena (Haus Folch de Cardona); ⚭ II Ana Fernández de Córdoba, Tochter von Alfonso Fernández de Córdoba y Figueroa, el Mudo, 5. Marqués de Priego
4. Lorenzo Baltasar Suárez de Figueroa y Córdoba (1629–1634), dessen Sohn, 4. Duque de Feria (1634), 3. Marqués de Villalba (1634)
5. Alfonso Fernández de Córdoba y Figueroa (1588–1645), 5. Marqués de Priego (1635–1645), 5. Duque de Feria; ⚭ Juana Enríquez de Ribera y Girón, Tochter von Fernando Enríquez de Ribera, 4. Marqués de Tarifa,
6. Luis Ignacio Fernández de Córdoba y Figueroa  (1623–1665), dessen Sohn, 6. Marqués de Priego, 6. Duque de Feria (1645–1665); ⚭ Mariana Fernández de Córdoba Cardona y Aragón, Tochter von Antonio II Fernández de Córdoba y Recqueséns Rojas y Aragón, 7. Duque de Sessa, de Baena y de Soma
7. Luis Francisco Mauricio Fernández de Córdoba y Figueroa (1650–1690), dessen Sohn, 7. Marqués de Priego, 7. Duque de Feria (1665–1690); ⚭ Felicia María de la Cerda y Aragón, Tochter von Juan Francisco Tomás Lorenzo de la Cerda Enríquez de Ribera y Portocarrero, 8. Duque de Medinaceli
8. Manuel Fernández de Córdoba y Figueroa y Aguilar (1680–1700), dessen Sohn, 8. Marqués de Priego, 8. Duque de Feria (1690–1700).
9. Nicolás María Luis Juan Francisco Antonio Agustín Blas Francisco Solano Anastadio Diego Gervasio Protasio Clemente Benito Bibiano Fernández de Córdoba Figueroa y Aguilar (1682–1739), dessen Bruder, 10. Duque de Medinaceli; ⚭ Joaquina Ana Teresa Antonia Vicenta Melchora Gaspara Baltasara Dominga Nicolasa Zenobia Spínola y de la Cerda, Tochter von Carlo Filippo Antonio Spínola y Colonna, 4. Marqués de los Balbases, Duca di Sesto
10. Luis Antonio Fernández de Córdoba y de la Cerda (1704–1768), dessen Sohn, 11. Duque de Medinaceli, 9. Duque de Feria, 11. Duque de Segorbe, 12. Duque de Cardona, 9. Duque de Alcalá de los Gazules, 8. Duque de Lerma; ⚭ I María Teresa de Moncada y Benavides, 9. Duquesa de Camiña, Tochter von Guillén Ramón VII de Moncada Portocarrero Meneses y Benavides, 7. Duque de Camiña; ⚭ II María Francisca Pignatelli de Aragón y Gonzaga, Tochter von Juan Joaquín Atanasio Pignatelli Fernández de Heredia y Moncayo
11. Pedro de Alcántara Luis Fernández de Córdoba Figueroa de la Cerda y Moncada, (1730–1789), dessen Sohn, 12. Duque de Medinaceli, 12. Duque de Segorbe, 13. Duque de Cardona, 10. Duque de Alcalá de los Gazules, Duque de Lerma; ⚭ I Maria Francesca Gonzaga, Tochter von Francesco Gonzaga, 1. Duque de Solferino; ⚭ II María Petronila de Álcantara Pimentel Cernesio y Guzmán, 7. Marquesa de Malpica, Tochter von Joaquín María Pimentel, 13. Duque de Medina de Rioseco,
12. Luis María de la Soledad Fernández de Córdoba Figueroa y Gonzaga (1749–1806), dessen Sohn, 13. Duque de Medinaceli, 12. Duque de Feria, 13. Duque de Segorbe, 14. Duque de Cardona, 11. Duque de Alcalá de los Gazueles, 10. duque de Camiña, Duque de Lerma; ⚭ Joaquina de Benavides y Pacheco, 3. Duquesa de Santísteban del Puerto, Tochter von Francisco Javier Juan Pacheco Téllez-Girón, 6. Duque de Uceda,
13. Luis Joaquín Fernández de Córdoba Figueroa de la Cerda y Benavides, (1780–1840), dessen Sohn, 14. Duque de Medinaceli, 13. Duque de Feria, 12. Duque de Alcalá de los Gazules, 14. Duque de Segorbe, 15. Duque de Cardona, Duque de Lerma, 11. Duque de Camiña; ⚭ María de la Concepción Ponce de Léon y Carvajal, Tochter von Antonio María Ponce de León y Dávila Carrillo de Albornoz, 4. Duque de Montemar
14. Luis Antonio Tomás de Villanueva Fernández de Córdoba Figueroa de la Cerda y Ponce de León (1813–1873) dessen Sohn, 15. Duque de Medinaceli, 16. Duque de Feria, 13. Duque de Alcalá de los Gazules, 15. Duque de Segorbe, 16. Duque de Cardona, Duque de Lerma, 12. Duque de Camiña; ⚭ Ángela Perez de Barradas y Bernuy, 1. Duquesa de Denia y de Tarifa, Tochter von Fernando Pérez de Barradas Arias de Saavedra Fernández de Henestrosa, 8. Marqués de Peñaflor
15. Luis Fernández de Córdoba y Pérez de Barrados (1851–1879), dessen Sohn, 16. Duque de Medinaceli, 17. Duque de Feria, 14. Duque de Alcalá de los Gazules, 16. Duque de Segorbe, 17. Duque de Cardona, Duque de Lerma, 13. Duque de Camiña; ⚭ I María Luisa FitzJames y Portocarrero, 19. Duquesa de Montoro, Tochter von Jacobo Luis Francisco Pablo Rafael Fitz-James Stuart y Ventimiglia Álvarez de Toledo, 8. Duque de Berwick, 8. Duque de Liria y Xérica, 15. Duque de Alba de Tormes, Duque de Huéscar, Duque de Montoro, Conde-Duque de Olivares; ⚭ II Casilda de Salabert y de Arteaga, 11. Duquesa de Ciudad Real, Tochter von Narciso Manuel Juan Gualberto Mariano de Salabert y Pinedo
16. Luis Jesús María Fernández de Córdoba Figueroa de la Cerda y Salabert Aragón Folch de Cardona Enríquez de Ribera Sandoval y Rojas Córdoba Manrique de Padilla y Acuña Moncada Portocarrero Enríquez de Noroña Meneses Benavides de la Cueva Dávila y Corella Arias de Saavedra Pardo Tavera y Ulloa (1879–1956), dessen Sohn, 17. Duque de Medinaceli, 17. Duque de Feria, 17. Duque de Segorbe, 18. (17.) Duque de Cardona, 15. Duque de Alcalá de los Gazules, 15. Duque de Lerma, 14. (17.) Duque de Camiña, 7. Duque de Santísteban del Puerto, 12. Duque de Ciudad Real; ⚭ Ana Fernández de Henestrosa y Gayoso de los Cobos, Tochter von Ignacio Fernández de Henestrosa y Ortiz de Mioño, C. conde de Moriana del Río,
17. Victoria Eugenia Fernández de Córdoba y Fernández de Henestrosa (1917–2013), dessen Tochter, 18. Duquesa de Medinaceli, 17. (18.) Duquesa de Alcalá de los Gazules, 3. Duquesa de Denia, 3. Duquesa de Tarifa, 15. (18.) Duquesa de Camiña, 13. Duquesa de Ciudad Real, 18. Duquesa de Feria, 18. Duquesa de Segorbe, 8. Duquesa de Santísteban del Puerto; ⚭ Rafael de Medina y de Villalonga
18. Rafael Medina y Fernández de Córdoba  (1942–2001), deren Sohn, 19. Duque de Feria (1969–2001); ⚭ Natividad Abascal y Romero-Toro
19. Rafael Medina y Abascal (* 1978), dessen Sohn, 20. Duque de Feria y (2002).